# (14132) 1998 QB106
A (14132) 1998 QB106 a Naprendszer kisbolygóövében található aszteroida. Eric Walter Elst fedezte fel 1998. augusztus 25-én.

## Kapcsolódó szócikk
- Kisbolygók listája (14001–14500)